# Nationaal Rugby Centrum Amsterdam
Das Nationaal Rugby Centrum Amsterdam (NRCA) ist ein Rugbystadion in der niederländischen Hauptstadt Amsterdam. Er ist Teil des Sportparks De Eendracht im Stadtbezirk Amsterdam Nieuw-West (ehemals Geuzenveld-Slotervaart).
Alle Spiele der niederländischen Rugby-Union-Nationalmannschaft und der niederländischen Frauen-Rugby-Union-Nationalmannschaft werden im NRCA ausgetragen, ebenso Meisterschaftsspiele der Vereine ASRV Acrum und AAC Rugby. Ebenso befinden sich hier die Büros des Verbandes Rugby Nederland. Das Stadion, zu dem auch mehrere Nebenplätze gehören, ist im Besitz einer unabhängigen Stiftung namens Stichting Nationaal Rugby Centrum Amsterdam, die für den Betrieb verantwortlich ist.
Pläne für das NRCA reichen bis in die 1980er Jahre zurück, als die Aktivitäten des Verbands aufgrund des wachsenden Interesse an Rugby so stark zunahmen, dass der alte Verbandssitz in Bussum völlig unzureichend war. Rugby Nederland zog Den Haag, Amersfoort und Amsterdam als mögliche Standorte in Betracht. Nach reiflicher Überlegung und einiger Lobbyarbeit fiel die Wahl schließlich auf den heutigen Standort im Sportpark De Eendracht. Der Komplex wurde 1997 fertiggestellt und von der damaligen Staatssekretärin für Sport, Erica Terpstra, feierlich eröffnet. Die Frauen-Rugby-Union-Weltmeisterschaft 1998 wurde sämtlich im Nationaal Rugby Centrum Amsterdam ausgetragen.